# Фиербинциј де Жос (Јаломица)
Фиербинциј де Жос (рум. Fierbinții de Jos) насеље је у Румунији у округу Јаломица у општини Фиербинци-Тарг. Oпштина се налази на надморској висини од 75 m.

## Становништво
Према подацима из 2002. године у насељу је живело 1280 становника, од којих су сви румунске националности.